# الأسماء العربية والإسلامية لحفر القمر
الأسماء العربية والإسلامية لحفر القمر.
- أبو الفداء (فوهة)
- أبو الوفاء (فوهة)
- البكري (فوهة)
- البيروني (فوهة)

## روابط خارجية
- أسماء الحفرة العربية والإسلامية على القمر